# 김태경 (기업인)
김태경, 1985년 1월 18일 ~ )은 1985년 1월 18일 경상북도에서 태어난 대한민국의 기업인이다. 2018년부터 (주)레버티의 대표로 활동 중이다.

## 학력
2011 연세대학교 의공학부 학사
2010 St.Giles International College

## 경력
2010년부터 2015년까지 제너럴일렉트릭 에너지 사업부 선행 연구소 연구원으로 활동하였으며, 2016년부터 2017년까지 현대Mobis 친환경 라인 자동화를 구축하였다. 2018년부터 2019년까지 (주)제이티테크 대표와 티케이메카랩 대표로 활동하였다. 현재 주식회사 레버티 대표로 활동중이다.

## 활동
- 2018년 창업진흥원 주관 기술혁신형 심리치료 기기 개발 사업에 선정되었다.
- 2019년 주식회사 제이티테크를 EXIT 하였다.
- 2020년 중소기업진흥공단 주관 크라우드 소싱 플랫폼 사업에 선정되어 추진하였다.
- 2021년 연세대학교 스타트업분과 상임위원을 역임하였다.
- 2022년 아시아 양자 정보장 연구센터 한국 위원으로 선정되었다.

## 경력 요약
- 2019-현재 ㈜레버티 대표
- 2018-2019 ㈜제이티테크 대표
- 2018-2019 티케이메카랩 대표
- 2016-2017 현대Mobis 친환경 라인 자동화 구축
- 2010-2015 제너럴일렉트릭 에너지 사업부 선행 연구소 연구원

## 산업 재산권
- 상표: 제 40-1627464 호

## 관련 기사
- http://www.kns.tv/news/articleView.html?idxno=522980
- https://www.youtube.com/playlist?list=PLb-ESesGPEqeN16Zd_-ON5DE0P4URXSbU
- https://m.etnews.com/20190607000208
- http://www.nbnnews.co.kr/news/articleView.html?idxno=277224
- https://www.betanews.net/article/1017477